# Gainare Tottori
Maillots
Actualités
Le Gainare Tottori (ガイナーレ鳥取) est un club de football japonais à Yonago dans la préfecture de Tottori.
La mascotte de leur équipe est un personnage d'anime d'horreur japonais Ge Ge Ge no Kitaro créé par Shigeru Mizuki, originaire de Sakaiminato, Tottori.

## Historique
Le club a été fondé en 1983 sous le nom de Tottori Teachers' Soccer Club (鳥取教員団サッカー部　Tottori Kyōin Dan Sakkā Bu). Ils ont ouvert leur porte aux joueurs d'autres professions en 1989, se rebaptisant S.C. Tottori. Ils ont adopté leur nom actuel en 2007.
Ils ont été promus dans la Japan Football League après avoir terminé deuxième des barrages de la Japan Regional League en 2001. L'organisation à but non lucratif Yamatsumi Sports Club gère le club.
Après avoir battu Arte Takasaki 1-0 le 3 octobre 2010 dans leur stade à domicile, ils pouvaient enfin assurer le top quatre de la J. League 3 après des tentatives infructueuses lors des deux saisons précédentes. La confirmation de la J. League concernant leur promotion en J. League 2 est arrivée le 29 novembre. Ils ont remporté le titre J. League 3 le 24 octobre 2010 à cinq matchs de la fin.

## Stade
Ils jouent leurs matchs à domicile principalement au Torigin Bird Stadium de Tottori. Le Torigin Bird Stadium est le seul stade de la Région du Chūgoku qui répond aux exigences de la J. League.
Ces dernières années, ils ont également joué au Fuse Athletic Park Stadium à Tottori, au Matsue Athletics Stadium à Matsue, dans la préfecture de Shimane et au Hamayama Athletic Park Stadium à Izumo, dans la préfecture de Shimane.

## Identité du club

### Maillot
Maillots Domicile et Extérieur
| FP 1st      | FP 1st      | FP 1st      | FP 1st | FP 1st |
| ----------- | ----------- | ----------- | ------ | ------ |
| 2007 - 2008 | 2009 - 2010 | 2011 - 2012 | 2013   | 2014   |
| 2015        | 2016        | 2017        | 2018   | 2019   |
| 2020        | 2021 -      |             |        |        |
|             |             |             |        |        |

| FP 2nd      | FP 2nd      | FP 2nd      | FP 2nd | FP 2nd      |
| ----------- | ----------- | ----------- | ------ | ----------- |
| 2007 - 2008 | 2009 - 2010 | 2011 - 2012 | 2013   | 2014 - 2015 |
| 2016        | 2017        | 2018        | 2019   | 2020        |
| 2021 -      |             |             |        |             |
|             |             |             |        |             |

## Joueurs et personnalités du club

### Entraîneurs
Le tableau suivant présente la liste des entraîneurs du club depuis 2007.
| Rang | Nom               | Période   |
| ---- | ----------------- | --------- |
| 1    | Yoji Mizuguchi    | 2007      |
| 2    | Witthaya Laohakul | 2007-2010 |
| 3    | Takeo Matsuda     | 2010-2012 |
| 4    | Hideo Yoshizawa   | 2012-2013 |

| Rang | Nom                 | Période   |
| ---- | ------------------- | --------- |
| 5    | Norio Omura         | 2013      |
| 6    | Koji Maeda          | 2013-2014 |
| 7    | Masanobu Matsunami  | 2014-2016 |
| 8    | Tetsuji Hashiratani | 2016-2017 |

| Rang | Nom           | Période   |
| ---- | ------------- | --------- |
| 9    | Ryuzo Morioka | 2017-2018 |
| 10   | Daisuke Sudo  | 2018-2019 |
| 11   | Riki Takagi   | 2019-2021 |

| Rang | Nom             | Période     |
| ---- | --------------- | ----------- |
| 12   | Kohei Masumoto  | 2021        |
| 13   | Kim Jong-song   | 2021-2023   |
| 14   | Kohei Masumoto  | 2023        |
| 15   | Kentaro Hayashi | depuis 2024 |

## Bilan saison par saison
Ce tableau présente les résultats par saison de Gainare Tottori dans les diverses compétitions nationales et internationales depuis la saison 2016.
| Saison | Championnat | Championnat | Championnat | Championnat | Championnat | Championnat | Championnat | Championnat | Championnat | Championnat | Coupe du Japon | Coupe de la Ligue |
| Saison | Division    | Pos         | Pts         | J           | V           | N           | D           | BP          | BC          | Diff.       | Coupe du Japon | Coupe de la Ligue |
| ------ | ----------- | ----------- | ----------- | ----------- | ----------- | ----------- | ----------- | ----------- | ----------- | ----------- | -------------- | ----------------- |
| 2011   | J2 League   | 19e         | 31          | 38          | 8           | 7           | 23          | 36          | 60          | -24         | 3e tour        | -                 |
| 2012   | J2 League   | 20e         | 38          | 42          | 11          | 5           | 26          | 33          | 78          | -45         | 3e tour        | -                 |
| 2013   | J2 League   | 22e         | 31          | 42          | 5           | 16          | 21          | 38          | 74          | -36         | 2e tour        | -                 |
| 2014   | J3 League   | 4e          | 53          | 33          | 14          | 11          | 8           | 34          | 25          | +9          | 2e tour        | -                 |
| 2015   | J3 League   | 6e          | 50          | 36          | 14          | 8           | 14          | 47          | 41          | +6          | 2e tour        | -                 |
| 2016   | J3 League   | 15e         | 30          | 30          | 8           | 6           | 16          | 30          | 47          | -17         | 2e tour        | -                 |
| 2017   | J3 League   | 17e         | 21          | 32          | 4           | 9           | 19          | 31          | 63          | -32         | 1er tour       | -                 |
| 2018   | J3 League   | 3e          | 53          | 32          | 15          | 8           | 9           | 61          | 47          | +14         | 2e tour        | -                 |
| 2019   | J3 League   | 7e          | 50          | 34          | 14          | 8           | 12          | 49          | 59          | -10         | 2e tour        | -                 |
| 2020   | J3 League   | 5e          | 57          | 34          | 17          | 6           | 11          | 47          | 37          | +10         | -              | -                 |
| 2021   | J3 League   | 12e         | 29          | 28          | 9           | 2           | 17          | 36          | 53          | -17         | 2e tour        | -                 |
| 2022   | J3 League   | 12e         | 41          | 34          | 12          | 5           | 17          | 55          | 56          | -1          | 1er tour       | -                 |
| 2023   | J3 League   | 6e          | 56          | 38          | 14          | 14          | 10          | 57          | 52          | +4          | 1er tour       | -                 |
| 2024   | J3 League   | 13e         | 50          | 38          | 14          | 8           | 16          | 49          | 65          | -16         | 1er tour       | 1er tour          |
| Saison | Division    | Pos         | Pts         | J           | V           | N           | D           | BP          | BC          | Diff.       | Coupe du Japon | Coupe de la Ligue |
| Saison | Championnat |             |             |             |             |             |             |             |             |             | Coupe du Japon | Coupe de la Ligue |